# فرودگاه جراردو تبار لوپز
فرودگاه جراردو تبار لوپز (به انگلیسی: Gerardo Tobar López Airport) (به زبان بومی: Aeropuerto Gerardo Tobar López) یک فرودگاه همگانی با کد یاتا BUN است که یک باند فرود آسفالت دارد و طول باند آن ۱٫۲۰۲ متر است. این فرودگاه در کشور کلمبیا قرار دارد و در ارتفاع ۱۵ متری از سطح دریا واقع شده‌است.

## شرکت‌های هواپیمایی و مقصدهای پروازی
| شرکت‌های هواپیمایی | مقصدهای پروازی |
| ----------------- | -------------- |
| ساتنا             | ال دورادو      |